# 강진 고성사 청동보살좌상
강진 고성사 청동보살좌상(康津 高聲寺 靑銅菩薩坐像)은 대한민국 전라남도 강진군 강진읍 고성사에 있는 고려 시대의 불상이다. 2009년 3월 20일 전라남도의 유형문화재 제302호로 지정되었다가, 2014년 12월 31일 대한민국의 보물 제1841호로 승격되었다.

## 개요
강진 고성사 청동보살좌상은 2002년 3월 19일 경내에서 공사를 할 때에 발견되어 매장문화재로 신고된 것이다. 이 보살상은 12~13세기 전라도 지방의 불교결사와 관련된 중요한 지역에서 출토되었다. 지역적 중요성에도 불구하고 이 곳에서는 고려 12~13세기 불상이 거의 없었던 점에서 이 보살상의 발견은 더욱 주목된다. 고성사 청동보살좌상은 웃음 띈 아름다운 표정과 더불어 자유롭고 편안한 윤왕좌의 자세, 정교한 조각법 등 고려중기 보살상의 특징을 보여주며 특히 남송 보살상과 관련성을 보이는 점에서 조성시기는 12~13세기에 조성된 것으로 추정된다. 또한 얼굴에서 느껴지는 실재감있는 사실적 표정은 이후 고려후기 불상의 중요한 특징이기도 하다. 비록 보계와 보관, 오른쪽 팔이 없어진 상태이지만 고려시대 불상 연구에 매우 중요한 자료이다.

## 보물 지정사유
강진 고성사 청동보살좌상은 이국적인 얼굴에 우아하게 미소를 띤 아름다운 표정과 더불어 자유롭고 편안한 윤왕좌의 좌세를 취하고 있다. 윤왕좌를 취한 고려시대 불상으로는 현재 국내에는 10여 구가 전하는 데, 그 중에서 고성사 보살상이 총 높이 51cm로 규모도 가장 크고 조형적으로 완성도가 높다. 특히 탄력적으로 표현된 천의자락은 불상의 신체와 분리되어 입체적으로 표현하여 수준높고 숙련된 주조기술을 보여준다. 또한 천의자락을 겹쳐서 살며시 손바닥으로 짚고있는 모습과 발가락을 미묘한 움직임까지 표현한 생동감 넘치는 표현력은 고려 후기 불상조각에서 단연 돋보이는 작품이라고 할 수 있다.
이 보살상은 보계와, 팔 등 일부 파손된 부분이 있어 아쉽지만, 파손 부분이 극히 일부분이고 남아 있는 부분만으로도 고려 불교미술의 우수성을 극명하게 드러내고 있는 작품이다. 또한 이 보살상은 원묘국사(圓妙國師) 요세(了世)가 백련사의 부속 암자로 고성사를 창건할 무렵에 조성되었을 가능성이 높은 작품이기 때문에, 고려시대 13세기의 불교 조각 연구에 중요한 작품으로 평가된다.

## 참고 자료
- 강진 고성사 청동보살좌상 - 국가유산청 국가유산포털